# Mordred
Mordred, Medrawd eller Medraut var i den brittiska, keltiska mytologin son till kung Artur och dennes syster. I vissa varianter är det Morgause, som är mor till Mordred. I andra varianter är Morgan le Fay och Mordreds mor systrar både till varandra och Artur. I vissa moderna versioner är Morgan le Fay och Morgause kombinerad till en karaktär.
Mordred var den som förorsakade kung Arturs död och hovets slutgiltiga undergång precis som trollkarlen Merlin förutspått. Han var kungens illegitime son och sattes därför ut i sjön men upphittades dock av en främling och uppfostrades av honom. I andra källor så är Mordred Guineveres bror eller enbart Arturs systerson och inte son.
I den äldsta källan som nämner Mordred/Medraut, Annales Cambriae från 900-talet, är dock uppgifterna betydligt mer knapphändiga. Det noteras kort och gott att både han och Artur dog i Slaget vid Camlann, och ingenting om relationerna dem emellan. Dock så antyder detta att Mordred länge ansetts som en karaktär i Artur-legenden. Vissa menar att Mordred från början kan ha setts som en hjälte men senare gjorts till förrädare. 
I De brittiska kungarnas historia, skriven på 1100-talet av Geoffrey av Monmouth, är Mordred Arturs systerson men inte hans son. Incesthistorien tillkom på 1200-talet och finns med i Le Morte d'Arthur av Thomas Malory. Mordred beskrivs av både Monmouth och Thomas Malory som en bitter och ondskefull gestalt i ett hov av i övrigt godhjärtade och ädla riddare.
Enligt författaren Bernhard Cornwells intressanta nytolkning i romanerna Vinterkungen och De dödas ö från 1995 är Mordred en barnkung som Artur har svurit att beskydda.
Namnet "Mordred" lär betyda "Ont råd" eller "Mördande råd".